# Биківська селищна рада
Би́ківська се́лищна ра́да (до 1938 року — Биківська сільська рада) — колишня адміністративно-територіальна одиниця та орган місцевого самоврядування в Чуднівському, Довбишському, Баранівському, Романівському районах, Новоград-Волинській міській раді Волинської округи, Київської і Житомирської областей УРСР та України. Адміністративний центр — селище міського типу Биківка.

## Загальні відомості
- Територія ради: 45,87 км²

## Населені пункти
Селищній раді підпорядковані населені пункти:
- смт Биківка
- с. Сарнівка
- с. Товща

## Населення
Кількість населення ради, станом на 1923 рік, становила 738 осіб, кількість дворів — 125.
Кількість населення сільської ради, станом на 1924 рік, становила 747 осіб.
Станом на 1927 рік кількість населення сільської ради становила 1 256 осіб, з них 799 (63.6 %) — особи польської національності. Кількість селянських господарств — 246.
Кількість населення ради, станом на 1931 рік, становила 1 373 особи.
Відповідно до результатів перепису населення СРСР, кількість населення ради, станом на 12 січня 1989 року, становила 2 502 особи.
Станом на 5 грудня 2001 року, відповідно до перепису населення України, кількість мешканців сільської ради становила 2 346 осіб.

## Склад ради
Рада складається з 16 депутатів та голови.

### Депутати
За результатами місцевих виборів 2010 року депутатами ради стали:

#### За суб'єктами висування
| Суб'єкт висування | Кількість обраних депутатів | %    |
| ----------------- | --------------------------- | ---- |
| Партія регіонів   | 8                           | 50   |
| Самовисування     | 5                           | 31,3 |
| Народна партія    | 3                           | 18,8 |

#### За округами
| № округу        | Прізвище, ім'я, по батькові     | Дата визнання обраним | Освіта  | Партійна приналежність | Відомості про обраного депутата                                      |
| --------------- | ------------------------------- | --------------------- | ------- | ---------------------- | -------------------------------------------------------------------- |
| Народна Партія  |                                 |                       |         |                        |                                                                      |
| 9               | Присяжнюк Павло Павлович        | 02.11.2010            | вища    | член Партії регіонів   | Биківське лісництво, поміч ник лісничого                             |
| 14              | Балик Олександр Борисович       | 02.11.2010            | середня | член Народної партії   | пенсіонер                                                            |
| 16              | Козловський Казимир Йосипович   | 02.11.2010            | середня | член Народної партії   | Биківське лісництво, майстер лісу                                    |
| Партія регіонів |                                 |                       |         |                        |                                                                      |
| 2               | Савчук Андрій Миколайович       | 02.11.2010            | середня | член Партії регіонів   | Магазин «Меркурій», продавець господарчих товарів                    |
| 3               | Лубковська Світлана Григорівна  | 02.11.2010            | вища    | член Партії регіонів   | Селищна рада, головний бухгалтер                                     |
| 5               | Романчук Тетяна Володимирівна   | 02.11.2010            | вища    | член Партії регіонів   | Биківська загальноосвітня школа І-ІІІ ст., вчитель біології          |
| 7               | Рекша Оксана Анатоліївна        | 02.11.2010            | вища    | член Партії регіонів   | Соболівська загальноосвітня школа І ст., вчитель початкових класів   |
| 8               | Якобчук Валентина Валеріївна    | 02.11.2010            | середня | член Партії регіонів   | Биківський дитячий садочок, поміч ник кухаря                         |
| 10              | Козак Надія Володимирівна       | 02.11.2010            | середня | член Партії регіонів   | тимчасово не працює                                                  |
| 12              | Жарська Маргарита Анатоліївна   | 02.11.2010            | вища    | член Партії регіонів   | Биківський дитячий садочок, психолог                                 |
| 15              | Ожго Віктор Пилипович           | 02.11.2010            | середня | член Партії регіонів   | Дочірнє підприємство «Еней», приймальник молока                      |
| Самовисування   |                                 |                       |         |                        |                                                                      |
| 1               | Складанюк Володимир Сергійович  | 02.11.2010            | середня | позапартійний          | Місцеве КП «Водолій», директор                                       |
| 4               | Добровольська Надія Миколаївна  | 02.11.2010            | вища    | позапартійна           | Биківська загальноосвітня школа І-ІІІ ст., вчитель початкових класів |
| 6               | Шуляр Леонід Петрович           | 02.11.2010            | середня | позапартійний          | Биківський будинок культури, директор                                |
| 11              | Дрозд Людмила Дмитрівна         | 02.11.2010            | вища    | позапартійна           | Биківська дільнична лікарня, лікар-терапевт                          |
| 13              | Марціновська Інна Броніславівна | 02.11.2010            | середня | позапартійна           | Биківська селищна рада, секретар ради                                |

## Історія
Раду було утворено в 1923 році, як сільську, у складі с. Биківка та хуторів Зарванка і Ожгів Чуднівської волості Полонського повіту Волинської губернії. 22 травня 1925 року сільську раду було затверджено як польську національну. Станом на 1929 рік х. Зарванка не перебуває на обліку населених пунктів. 
10 грудня 1938 року реорганізована до рівня селищної ради. Станом на 1 вересня 1946 року селищна рада входила до складу Довбишського району Житомирської області, на обліку в раді перебували смт Биківка та х. Ожгів.
11 серпня 1954 року до складу ради були включені села Сарнівка та Товща розформованої Сарнівської сільської ради Довбишського району. 7 січня 1963 року ці села були передані до складу Червонохатківської сільської ради Дзержинського району. 19 квітня 1965 року ці ж села було повернуто до складу ради. 2 вересня 1954 року с. Ожгів передане до складу Турівської сільської ради Довбишського району.
Станом на 1 січня 1972 року селищна рада входила до складу Дзержинського району Житомирської області, на обліку в раді перебували смт Биківка та села Сарнівка, Товща.
У 2020 році, відповідно до розпорядження Кабінету Міністрів України № 711-р від 12 червня 2020 року «Про визначення адміністративних центрів та затвердження територій територіальних громад Житомирської області», територію та населені пункти ради було включено до складу Романівської селищної територіальної громади Житомирського району Житомирської області.
Перебувала в складі Чуднівського (7.03.1923 р.), Довбишського (Мархлевського, Щорського; 1.09.1925 р., 14.05.1939 р.), Баранівського (17.10.1935 р.), Романівського (Дзержинського; 28.11.1957 р., 4.01.1965 р.) районів та Новоград-Волинської міської ради (30.12.1962 р.).